# ویدوخووا (استان اشوی‌داشکسیه)
ویدوخووا (به لهستانی: Widuchowa) یک منطقهٔ مسکونی در لهستان است که در گمینا بوسکو-زدروی واقع شده‌است. ویدوخووا ۶۵۸ نفر جمعیت دارد و ۲۵۹ متر بالاتر از سطح دریا واقع شده‌است.